# Anzucht (Pflanzen)
Der Begriff Anzucht bezeichnet im Gartenbau die Produktionsphase von der Aussaat bis zum ersten Standortwechsel, also bis zum Umtopfen oder zur Auspflanzung aus dem Gewächshaus auf ein Freilandbeet. Das Pikieren der Jungpflanzen ist dabei Teil der Anzuchtphase, schließt diese aber in der Regel noch nicht ab. 
Der Begriff Anzucht wird fachsprachlich nur bei der Verwendung von Samen gebraucht, bei der Pflanzung von Zwiebeln oder Rhizomen spricht man – wegen des häufig entfallenden Standortwechsels – von Aufzucht.
Der Anzuchterfolg wird durch zahlreiche Faktoren bestimmt, darunter die
- Keimfähigkeit des Saatguts
- Einhaltung der Keim- und Wachstumstemperatur
- Eignung des Substrats
- Abwesenheit von Schadeinflüssen.

Nur bei besonders kostenintensivem Saatgut wird der Anzuchterfolg als Quote von ausgebrachter Samenmenge und verwertbaren Jungpflanzen gemessen, sonst als Quote von aufgekommenen Keimlingen zu Jungpflanzen. Dies ermöglicht eine getrennte Bewertung von Keimkraft und äußeren Anzuchtbedingungen.
Als Anzuchtträger haben sich substratgefüllte Multitopfplatten aus Kunststoff durchgesetzt. Wesentlich beim Erstsubstrat sind – wie auch bei der Anzuchterde für Privatgärtner – die Keimarmut, die Wasserspeicherfähigkeit und die Nährstoffarmut. Zu nährstoffreiche Anzuchterde führt zu einem überschießenden Längenwachstum bei gleichzeitig unzureichender Robustheit der Jungpflanze.